# Lukas Clemens

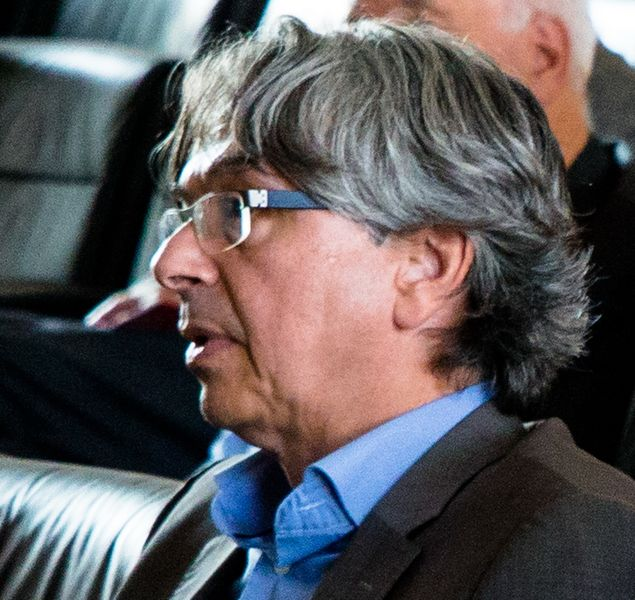
Lukas Clemens, aufgenommen von Ernst-Dieter Hehl im Jahr 2018

Lukas Clemens (* 21. April 1961 in Düsseldorf) ist ein deutscher Historiker.
Lukas Clemens studierte ab 1982 Geschichte und Germanistik an der Universität Trier und wurde 1991 bei Alfred Haverkamp mit dem Thema „Trier – Eine Weinstadt im Mittelalter“ promoviert. Von 1993 bis 2004 war er als Kustos am Rheinischen Landesmuseum Trier tätig und in dieser Position für die Referate Stadtarchäologie, Mittelalterarchäologie und nachantike Numismatik zuständig. Im Jahr 2000 habilitierte er sich mit der Arbeit Tempore Romanorum constructa. Zur Nutzung und Wahrnehmung antiker Überreste nördlich der Alpen während des Mittelalters an der Universität Mainz. Seit 2004 ist Clemens Professor für Mittelalterliche Geschichte und Historische Hilfswissenschaften an der Universität Trier.
Er ist verheiratet mit der Historikerin Gabriele B. Clemens, die als Professorin für Neuere Geschichte und Landesgeschichte an der Universität des Saarlandes lehrt.

## Schriften (Auswahl)
Monographien
- Trier – Eine Weinstadt im Mittelalter (= Trierer Historische Forschungen. Bd. 22). Kliomedia, Trier 1993, ISBN 3-923087-21-7 (Dissertation, Universität Trier, 1993).
- Tempore Romanorum constructa. Zur Nutzung und Wahrnehmung antiker Überreste nördlich der Alpen während des Mittelalters (= Monographien zur Geschichte des Mittelalters. Bd. 50). Hiersemann, Stuttgart 2003, ISBN 3-7772-0301-7 (Habilitationsschrift, Universität Mainz, 2000).
- mit Gabriele B. Clemens: Geschichte der Stadt Trier. Beck, München 2007, ISBN 978-3-406-55618-0.
- mit Norbert Franz: Geschichte von Rheinland-Pfalz. Beck, München 2010, ISBN 978-3-406-60505-5.

Herausgeberschaften
- mit Michael Matheus und Brigitte Flug: Weinbau zwischen Maas und Rhein in der Antike und im Mittelalter (= Trierer Historische Forschungen. Bd. 23). Kliomedia, Mainz 1997, ISBN 978-3-89890-019-5.
- mit Friedhelm Burgard und Michael Matheus: Gemeinden, Gemeinschaften und Kommunikationsformen im Hohen und Späten Mittelalter. Festgabe für Alfred Haverkamp zur Vollendung des 65. Lebensjahres. Kliomedia, Trier 2002, ISBN 3-89890-044-4.
- mit Sigrid Schmitt: Zur Sozial- und Kulturgeschichte der mittelalterlichen Burg – Archäologie und Geschichte (= Interdisziplinärer Dialog zwischen Archäologie und Geschichte. Bd. 1). Kliomedia, Trier 2009, ISBN 978-3-89890-141-3.
- mit Michael Duhr und Herbert Uerlings: Armut! Didaktische Materialien für die Fächer Geschichte, Sozialkunde, Deutsch, Religion, Ethik und Kunst. Universität Trier, SFB 600 Fremdheit und Armut, Trier 2010, ISBN 978-3-00-031406-3.
- mit Michael Duhr und Herbert Uerlings: Armut! Lehrerbegleitheft. Lernziele und Antwortvorschläge. Trier 2010.
- mit Sigrid Hirbodian: Christliches und jüdisches Europa im Mittelalter. Kolloquium zu Ehren von Alfred Haverkamp. Kliomedia, Trier 2011, ISBN 978-3-89890-161-1.
- mit Alfred Haverkamp und Romy Kunert: Formen der Armenfürsorge in hoch- und spätmittelalterlichen Zentren nördlich und südlich der Alpen (= Trierer Historische Forschungen. Bd. 66). Kliomedia, Trier 2011, ISBN 978-3-89890-131-4.
- mit Herbert Uerlings und Nina Trauth: Armut: Perspektiven in Kunst und Gesellschaft. 10. April 2011 – 31. Juli 2011. Eine Ausstellung des Sonderforschungsbereichs 600 „Fremdheit und Armut“, Universität Trier in Kooperation mit dem Stadtmuseum Simeonstift Trier und dem Rheinischen Landesmuseum Trier. Begleitband zur Ausstellung. Primus, Darmstadt 2011, ISBN 978-3-89678-859-7.
- mit Peter Steppuhn: Glasproduktion. Archäologie und Geschichte. Beiträge zum 4. Internationalen Symposium zur Erforschung mittelalterlicher und frühneuzeitlicher Glashütten in Europa (= Interdisziplinärer Dialog zwischen Archäologie und Geschichte. Bd. 2). Kliomedia, Trier 2012, ISBN 978-3-89890-162-8.
- mit Daniel Bauerfeld: Gesellschaftliche Umbrüche und religiöse Netzwerke. Analysen von der Antike bis zur Gegenwart. Transcript, Bielefeld 2014, ISBN 978-3-8376-2595-0.
- mit Hiltrud Merten und Christoph Schäfer: Frühchristliche Grabinschriften im Westen des Römischen Reiches. Beiträge zur Internationalen Konferenz „Frühchristliche Grabinschriften im Westen des Römischen Reiches“ Trier 13.–15. Juni 2013. Kliomedia, Trier 2015, ISBN 978-3-89890-198-7.
- mit Katrin Dort und Felix Schumacher: Laienadel und Armenfürsorge im Mittelalter (= Trierer Historische Forschungen. Bd. 71). Kliomedia, Trier 2015, ISBN 978-3-89890-191-8.
- mit Christoph Cluse: The Jews of Europe around 1400: disruption, crisis, and resilience. Harrassowitz, Wiesbaden 2018, ISBN 978-3-447-11121-8.
- mit Martin Endreß und Benjamin Rampp: Strategies, Dispositions and Resources of Social Resilience. A Dialogue between Medieval Studies and Sociology. Springer, Wiesbaden 2020, ISBN 978-3-658-29058-0.

Herausgeber oder Mitherausgeber von Schriftenreihen
- Trierer Historische Forschungen (seit 2005).
- Interdisziplinärer Dialog zwischen Archäologie und Geschichte (seit 2009).
- Kleine Schriften der Trierer Historischen Forschungen (seit 2010).
- Arye Maimon-Institut für Geschichte der Juden. Studien und Texte (seit 2010).